# 장딴지근

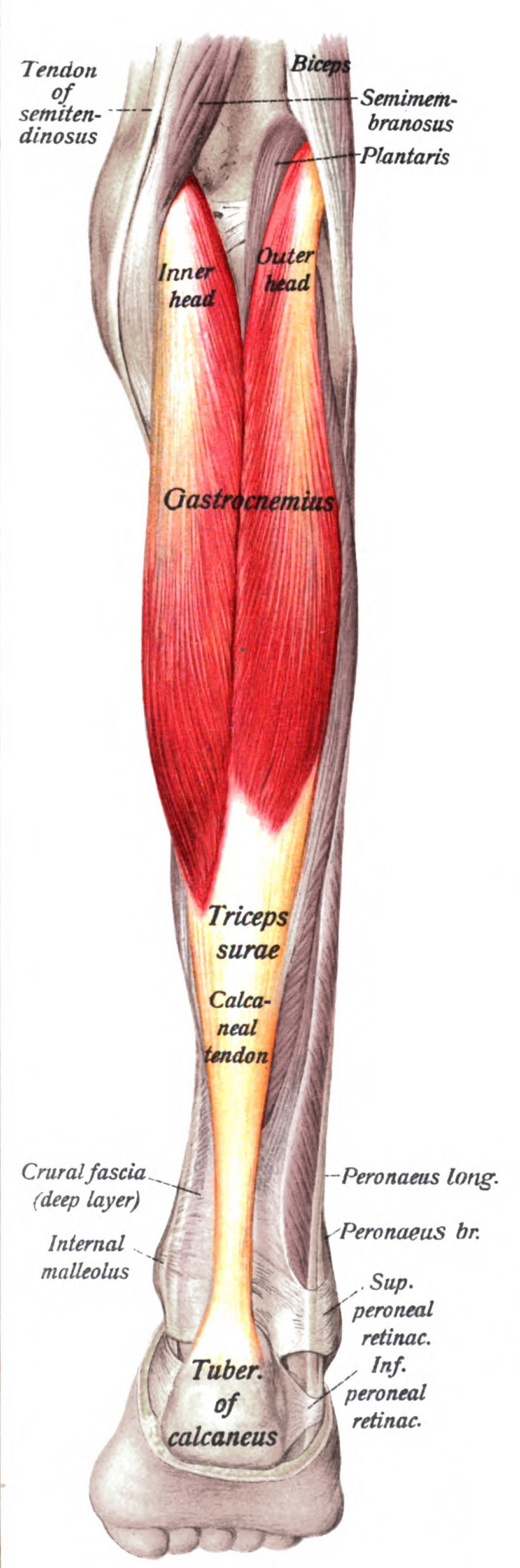

장딴지근(gastrocnemius muscle) 또는 비복근(腓腹筋)은 인간의 종아리뒤칸의 두 갈래로 나뉜 근육이다. 무릎 바로 위의 두 갈래에서 발뒤꿈치까지 이어진다. 장딴지근 바로 밑에는 가자미근이 위치한다.
개개인 중 10~30%는 비복근 바깥부에 종자뼈가 있다.

## 같이 보기
- 종아리세갈래근